# Fjodor Fjodorovič Ušakov
Fjodor Fjodorovič Ušakov (rusko Фёдор Фёдорович Ушаков), ruski mornariški častnik, * 24. februar 1744, Burnakovo, Rusija, † 14. oktober 1817, Sankt Peterburg.
Ušakov je bil admiral Ruske imperialne mornarice iz obdobja Napoleonskih vojn in z Nahimovim velja za enega od dveh ruskih admiralov, ki nista nikoli izgubila bitke.

## Življenjepis
Rodil se je v skromni plemiški družini v vasi Burnakovo v Jaroslavlski guberniji. Februarja 1761 se je pridružil Ruski imperialni mornarici in sprva služil na galeji v Baltski floti, leta 1768 pa so ga prestavili v donsko floto in v njej se je bojeval med rusko-turško vojno 1768–74. Potem je bil kapitan zasebne jahte carice Katarine II. in pozneje v Sredozemskem morju branil ruske trgovske ladje pred napadi angleških gusarjev.
Ko si je Rusija priključila krimski polotok, je osebno nadzoroval gradnjo pomorskega oporišča v Sevastopolu in ladjedelnice v Hersonu. Med drugo rusko-turško vojno je premagal Turke v več bitkah in tako dokazal učinkovitost svoje doktrine pomorskega vojskovanja.
Leta 1799 so mu podelili čin admirala in ga poslali v Sredozemlje pomagati Suvorovu v bojih v Italiji. Francoze je pregnal s Krfa in Jonskih otokov, potem pa blokiral njihova oporišča v Italiji, predvsem Genovo in Ancono, ter napadel Neapelj in Rim. Car Pavel mu je kot velikemu mojstru reda sv. Janeza ukazal napad na Malto, ki so jo neuspešno oblegali Angleži. Admiral Nelson ni mogel prenesti misli, da bi moral ubogati ukaze Ušakova, zato je predlagal, naj rusko ladjevje odrine kar v Egipt.
Izbruh spora med admiraloma je preprečil odpoklic Ušakova leta 1800. Ker ga novi car Aleksander I. ni nagradil za dosežke in uspehe, je leta 1807 odstopil in se umaknil v samostan Sanaksar v današnji Mordviniji. Med domovinsko vojno leta 1812 so ga sicer prosili, naj prevzame poveljstvo nad lokalno milico, a je odklonil. Umrl je 14. oktobra 1817 v Sankt Peterburgu.
Marca 1944 je vrhovni sovjet Sovjetska zveza ustanovil red Ušakova, ki se je kot eno redkih najvišjih vojaških odlikovanj ohranilo tudi v posovjetski Rusiji. Po Ušakovu je poimenovan med drugim pomorski inštitut v Kaliningradu.